# Veslanje
Veslanje je v slovenščini skupna oznaka za premikanje čolna v pomočjo različnih vesel. Vesla so v osnovi sestavljena iz lista, ki je pritrjen na drog različne dolžine. List je ploščate oblike, da v vodi nudi čim večji upor. Drog je navadno okrogla cev, da je čim lažji in trden; lahko se zaključi z ročajem. Na splošno vesla razdelimo na:
prosta vesla - veslač jih drži v rokah - ki so lahko
enolistna, običajno pri kanujih (angl. Canoe, Canoeing) ali
dvolistna (angl. Paddle), običajno pri kajaku, ter
vesla z oporo, vpeta v nosilce, ki omogočajo vrtenje in gibanje, veslač pa drži samo en konec vesla.
Pri slednjih še ločimo 
enostranska dolga vesla (Oar, Sweep Oar, Riemen), ki jih veslač drži z obema rokama in
kratka vesla (Scull), ki se uporabljajo v paru; veslač drži vsako veslo z eno roko.
Pri veslih z oporo lahko veslači sedijo s hrbtom v smeri vožnje, da bolje izrabijo moč rok in nog.

## Zgodovina
Čolni za veslanje ali podobni obstajajo že stoletja, a pred XVII. stoletjem, ni dosti govora o tekmovanjih čolnov, razen neke omembe v Homerovi Ilijadi, saj so v časti smrti Patrocla prirejane igre čolnov z vesli. V XIII. stoletju je neki Beneški festival, tako zvan 'regata' vključeval tudi čolne. Iz tega termina je nastala beseda za poimenovanje tekmovanj s čolni. 
 
Prva moderna tekmovanja v veslanju, v drugi polovici XVIII stoletja so bila tekmovanja med brodniki na reki Temzi v Angliji. Nato je šport postal zelo popularen kot amaterski šport, velikokrat s tisoči gledalcev na tekmi. Od prve tekme med univerzama Oxford in Cambridge na Temzi, znani kot The Boat Race, je veslanje postalo popularno med študenti. Najstarejša tekma iz veslanja v ameriki je med univerzama Harvard in Yale.

## Tekmovalno veslanje
Veslanje (angl. Rowing), je olimpijska disciplina, ki je v programu Olimpijskih iger moderne dobe od samega začetka, leta 1896, zelo razširjeno pa je tudi na univerzah, zlasti v Veliki Britaniji. 
Mednarodna veslaška zveza (FISA - Fédération Internationale des Sociétés d’Aviron), ki so jo 25. Junija 1892 v Torinu osnovale veslaške zveze Adriatike (del današnje Italije), Belgije, Francije, Italije in Švice, je najstarejša mednarodna športna zveza, od leta 1962 pa organizira tudi svetovna prvenstva. 
V Sloveniji je veslanje manj razvito, saj se s tekmovalnim veslanjem ukvarja le nekaj sto tekmovalcev, kljub temu pa je v samostojni Sloveniji najuspešnejša športna panoga po številu osvojenih medalj na največjih tekmovanjih - Olimpijskih igrah in svetovnih prvenstvih. Veslaška zveza Slovenije (VZS) trenutno združuje 7 veslaških klubov: Veslaški klub Bled, Veslaški kluba Argo, Izola, Veslaški klub Izola, Veslaški klub Nautilus, Koper, Veslaški klub Piran, Veslaški klub Ljubljanica, Ljubljana, Veslaški klub DEM, Maribor, Veslaško društvo Strunjan in Študentsko veslaško društvo Maribor.

## Definicija
Veslanje je poganjanje izpodrivnega čolna z ali brez krmarja, s silo mišic enega ali več veslačev, ki uporabljajo vesla kot enostavne vzvode drugega reda in sedijo s hrbti v smeri vožnje. Za veslanje velja tudi veslanje v bazenu ali na stroju, ki oponaša učinek veslanja v čolnu.
Na telo veslaškega čolna morajo biti čvrsto pritrjeni vsi deli, ki prenašajo sile, vključno z osmi gibljivih delov. Vzdolžno se sme premikati le sedež veslačev.

## Oprema

### Čolni
Čolni so bili običajno narejeni iz lesa, dandanes pa so večinoma iz ogljikovih vlaken in plastike (npr. kevlarja). Široki so od 30 cm do 60 cm ter dolgi od 8 do 16 m. Na dnu je majhen gredelj za večjo stabilnost. Na gredelj ali krmo čolna je pritrjeno krmilo (razen na dvoročnih čolnih). Na premcu je zaradi varnosti bela gumijasta krogla premera 4 cm, ki služi tudi za fotofiniš. Valobran preprečuje valovom zalivanje čolna. Sedeži so opremljeni s kolesi, ki tečejo po tirnicah. Tirnice merijo 70 do 80 cm.

### Vesla
Vesla so votla (zaradi manjše teže) in pritrjena na čolnu s prilagodljivimi podporami-izbočniki. Na koncu izbočnika so privite vilice, v katerih je vpeto veslo. Velikost in oblika vesel je poljubna, povprečna dolžina dolgih vesel je 3,80 m (12 čevljev 6 palcev) kratkih pa 3 m (9 čevljev 9 palcev). Vesla so narejena v glavnem iz umetnih snovi. Na enem koncu droga je nasajen list (simetričen - »lopata« ali nesimetričen - »sekira«), na drugem pa držaj, ki je običajno lesen (dolga vesla) in prevlečen z gumo (kratka vesla). Na drogu je nameščena manšeta z obročem. Hrbtna stran manšete je ravna in zagotavlja trdno prileganje na vilice.

### Zaveslaj
Zaveslaj je sestavljen iz zamaha, ko veslač potopi veslo v vodo; v potegu stegne noge in odpre telo tako, da v največji meri izkoristi pomični sedež ter pri tem potisne čoln naprej; ob koncu potegne veslo iz vode; v povratku se giblje veslač nazaj proti krmi in se pripravlja na nov zaveslaj. Vesla pri tem zavrti in jih potiska nazaj plosko ob vodi, da bi zmanjšal zračni upor. Ob zamahu obrne veslač vesla zopet vertikalno, da imajo največji možni upor v vodi. 

### Vrste čolnov
Tekmovalnih čolnov je osem vrst, v petih od njih držijo veslači dolga vesla z obema rokama, v treh pa v vsaki roki po eno kratko veslo. V nekaterih čolnih so krmarji, ki sedijo na krmi ali ležijo v premcu in usmerjajo čoln. 
Veslanje s kratkim veslom
(angl. Sculling) Uporablja se par kratkih vesel, ki jih veslač drži z eno roko. Ker se ročajo prekrivajo je ena roka (običajno leva) višje kot druga. Čolni s kratkimi vesli so:
Enojec (Single Scull, Skiff) - oznaka 1X
Dvojni dvojec (Double Scull) - oznaka 2X
Dvojni četverec (Quadruple Scull) - oznaka 4X
Veslanje z dolgim veslom
(angl. sweep oar) Vsak veslač drži eno dolgo veslo z obema rokama. Število veslačev je parno. Ločimo naslednje vrste čolnov:
Dvojec (Pair) - oznaka 2-
Dvojec s krmarjem (Coxed Pair) - oznaka 2+
Četverec (Four) - oznaka 4-
Četverec s krmarjem (Coxed Four) - oznaka 4+
Osmerec (Eight) - oznaka 8+
Za učenje veslanja ali rekreativne namene obstajajo tudi drugačne vrste čolnov, npr. dvojni dvojec s krmarjem. Najdaljši čoln, sestavljen v promocijske namene je bil štiriindvajseterec (24) s krmarjem, sestavljen iz dveh osmercev in dveh dvojnih četvercev.

## Tekmovalci
Tekmovalci se ločijo na kategorije po spolu in starosti, dodatno pa je pri članih uvedena kategorija lahkih veslačev.

Krmarji so del posadke, zato zanje veljajo enake starostne omejitve,kot za tekmovalce, razen pri veteranih. Omejitev glede spola za krmarje ni (od leta 2017).

Najmanjša teža krmarja v tekmovalnem dresu je 55 kg 
Krmarji lahko nosijo do 15 kg dodatne teže, ki mora biti v čolnu čim bliže krmarju. Za dodatno težo ne šteje noben del tekmovalne opreme. 

#### Starostne skupine
Pionirji (Boys, Girls, kadeti, Schüller)
so začetniki do vključno 14-tih let
Mladinci (Junior)
B: 	15 do 16 let
A: 	17 do 18 let
Člani (Senior)
B: 	19 do 22 let
A: 	23 in starejši
Veterani (Masters)
Starejši od 27 let, razdeljeni v starostne kategorije glede na starost, ki jo dosežejo v tekočem letu. Te so:
A. najmanjša starost:	27 let ali več
B. povprečna starost:	36 let ali več
C. povprečna starost:	43 let ali več
D. povprečna starost:	50 let ali več
E. povprečna starost:	55 let ali več
F. povprečna starost:	60 let ali več
G. povprečna starost:	65 let ali več
H. povprečna starost:	70 let ali več
I. povprečna starost:	75 let ali več
J. povprečna starost:	80 let ali več
K. povprečna starost:	85 let ali več
Najmanjša in povprečne starosti ne vključujejo krmarjev.
Lahki veslači (Lightweights)
člani:	max. 72,5 kg
povprečno 70 kg
enojec max. 72,5 kg
članice:	max. 59 kg
povprečno 57 kg
enojec max. 59 kg
Število disciplin - vrste čolnov - je odvisno od kategorije tekmovalcev in vrste tekmovanja. Ženske, mladinci in lahki veslači praviloma ne nastopajo v čolnih s krmarjem, razen v osmercu.

#### Veslanje invalidov (Para rowing)
Veslač s posebnimi potrebami - funkcionalnimi omejitvami, ki izpolnjuje kriterije podane v pravilih za veslanje invalidov, lahko tekmuje v Para-veslaških disciplinah.
Glede na funkcionalne omejitve veslača ločimo naslednje prilagojene kategorije
- LTA - noge, telo in roke (legs, trunk and arms) - tekmujejo v mešanih četvercih s krmajem - "LTA Mixed 4+" in mešanih dvojnih dvojcih - "LTA Mixed 2x"
- TA - telo in roke (trunk and arms) - tekmujejo v mešanih dvojnih dvojcih - "TA Mixed 2x"
- AS - roke in ramena (arms and shoulders) - tekmujejo v moških in ženskih enojcih - "ASM1x" in "ASW1x".

Čolni za kategoriji TA in AS so posebej prirejeni.

## Tekmovanje

### Regata
Tekmovalne proge so ravne, dolge 2000 m in imajo šest (do osem) prog označenih z bojami. Kadar je prijavljenih več posadk, jih lahko prireditelj tekmovanja razdeli v več enakovrednih skupin, ali pa izvede predtekmovanja. Ta lahko obsegajo predtekme, ponovitve in polfinalne tekme. Tekmece določa v vsakem krogu žreb. V predtekmah napredujejo samo najboljše ekipe, ponovitve pa dajejo vsaki posadki še eno možnost napredovanja. Prva tri moštva iz polfinalnih tekem tekmujejo v finalu A, preostala tri iz obeh polfinalnih tekem v finalu B za mesta 7-12. Moštva, ki se ne uvrstijo v polfinale, tekmujejo v finalih C in D za mesta 13-18 oziroma 19-24. Zlata, srebrna in bronasta medalja so nagrade za prve tri čolne, ki preveslajo ciljno črto v finalu A.

### Tekma
Na startu morajo biti premci čolnov poravnani, kar nadzira sodnik na startu. Ko le-ta dvigne belo zastavo (ali prižge belo luč), starter pokliče posadke po imenu in jih z ukazom »POZOR« - (angl. Attention) opozori na začetek starta. Nato dvigne rdečo zastavo (ali prižge rdečo luč). Po kratkem premoru (2-5 sek.) starta z ukazom »ZDAJ« (angl. »Go«) in hkratnim zamahom zastave navzdol (ali vklopi zeleno luč in zvočni signal). 
V primeru napačnega štarta zazvoni z zvoncem in zakrili z rdečo zastavo (ali prižge utripajočo rdečo luč in sireno), ter tako pozove moštva na ponovni štart. Vsako moštvo lahko samo enkrat napačno starta, sicer je izključeno. 
Med tekmo vsaka posadka vozi v svoji progi, ki pa jo lahko zapusti, če pri tem ne ovira drugih posadk ali ne pridobi prednosti - npr. zavetrje ali tok.
Posadka konča tekmo, ko ciljno črto prevozi špic čolna, na katerem je pogosto gumijasta kroglica.

### Sodniki
Skrbijo za varnost tekmovalcev in za zagotovitev enakih možnosti za zmago vsem posadkam. Čolnov ne smejo usmerjati, ukrepajo le če je ogrožena varnost ali ovirana druga posadka. V tem primeru lahko tekmo tudi prekinejo (zvonec in rdeča zastava) ter jo ponovijo. Na koncu z belo zastavo označijo regularnost tekme.
Sodniki na cilju ugotavljajo vrstni red prihoda skozi ciljno črto.
Kontrolna komisija preverja skladnost opreme tekmovalcev in ustreznost čolnov.